# Lennart Wohlgemuth

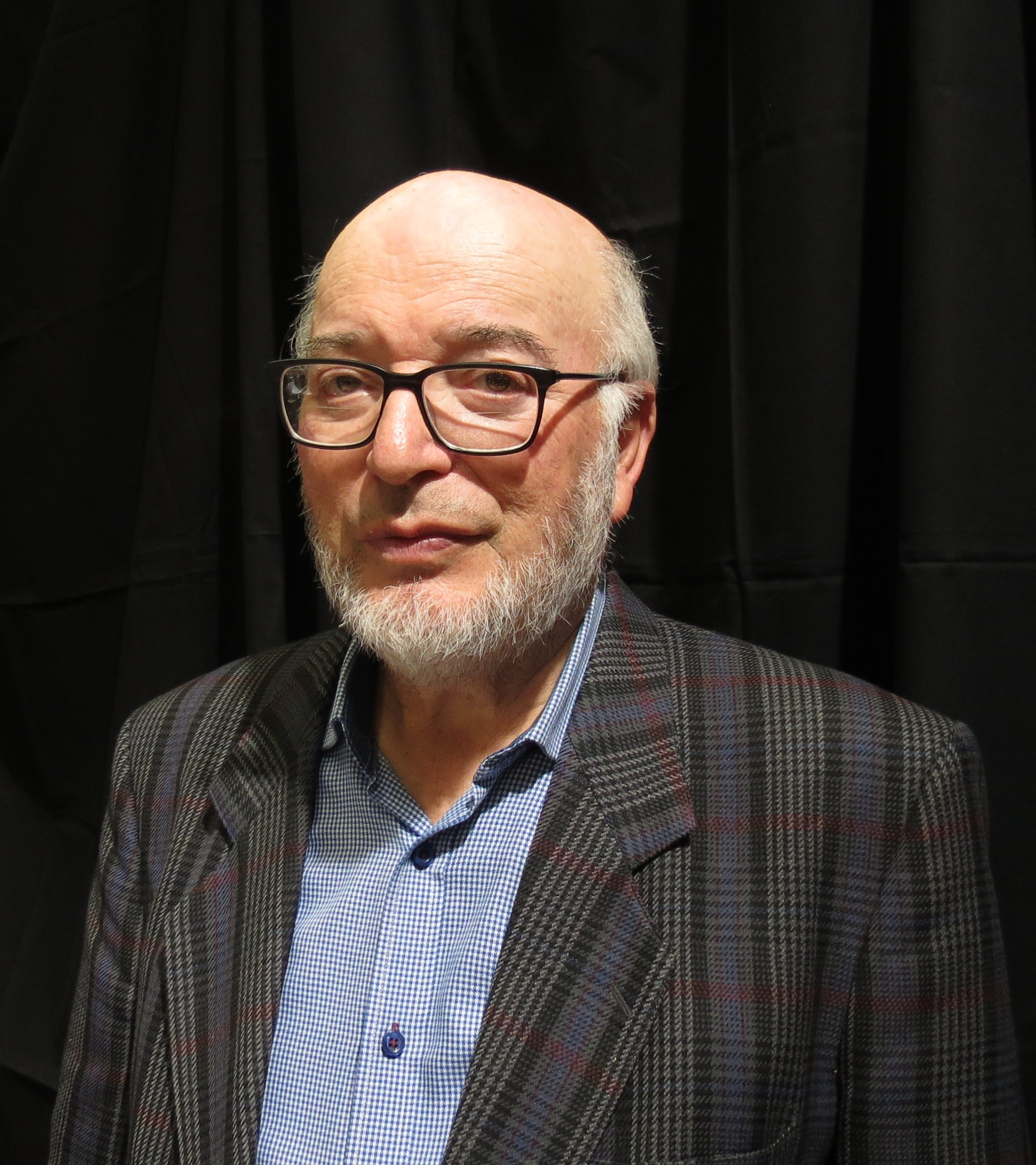
Lennart Wohlgemuth på Bokmässan 2016.

Lennart Abraham Wohlgemuth, född 18 december 1940, är en svensk civilekonom, ämbetsman och samhällsvetenskaplig forskare, som inriktat sig på europeisk biståndspolitik.
Lennart Wohlgemuth var från 1960-talet anställd vid SIDA. Han var 1993–2005 direktör för Nordiska Afrikainstitutet och mellan september 2007 och augusti 2008 tillförordnad generaldirektör för myndigheten institutet för utvärdering av internationellt utvecklingssamarbete (SADEV). Han utsågs 2006 till gästprofessor i Afrikakunskap med inriktning på svensk och europeisk biståndspolitik på institutionen för globala studier vid Göteborgs universitet.